# Esch-sur-Alzette vasútállomás
Esch-sur-Alzette vasútállomás Luxemburgban, Esch-sur-Alzette településen található.

## Vasútvonalak
Az állomást az alábbi vasútvonalak érintik:
- Beetebuerg-Esch-Uelzecht-vasútvonal
- d'Esch-sur-Alzette–Audun-le-Tiche-vasútvonal
- Esch–Athus-vasútvonal

## Kapcsolódó állomások
A vasútállomáshoz az alábbi állomások vannak a legközelebb:
- Belval-Université vasútállomás (Pétange vasútállomás, Esch–Athus-vasútvonal)
- Gare d’Audun-le-Tiche (Gare d’Audun-le-Tiche, d'Esch-sur-Alzette–Audun-le-Tiche-vasútvonal)
- Schifflange vasútállomás (Bettembourg vasútállomás, Beetebuerg-Esch-Uelzecht-vasútvonal)